# Duboisia myoporoides
Espèce
Classification APG III (2009)
Le Duboisia myoporoides est un arbuste ou un petit arbre d'océanie de la famille des Solanacées.
Noms communs : Boacouillo, boanco, pituri.

## Description
C'est un arbuste ou un petit arbre de 5 à 10 m de haut, aux feuilles lancéolées et à l'écorce crevassée. Les fleurs blanches ont une corolle tubuleuse qui s'ouvre en forme d'étoile à cinq branches. Le fruit est une baie globuleuse, noire à maturité, renfermant de 10 à 12 graines réniformes brun clair. La plante produit des fleurs et des fruits à longueur d'année.

## Habitat
Espèce héliophile qui pousse le long des pistes et dans les clairières de la forêt dense humide.

## Aire de répartition
- Australie : Nouvelle-Galles du Sud, Queensland
- Nouvelle-Calédonie : Grande Terre, Île des Pins
- Nouvelle-Zélande

## Utilisation
Un hybride de D. myoporoides et de D. leichhardtii est cultivé commercialement en Australie, en Inde, au Brésil et en Arabie Saoudite pour ses propriétés médicinales,. En effet, ses feuilles contiennent des taux élevés de scopolamine et d'hyoscyamine, des alcaloïdes toxiques à forte dose (alcaloïdes tropaniques) mais qui ont diverses applications médicales. Le sulfate de duboisine, un extrait de cette plante, fut historiquement proposé au XIXe siècle par le neurologue allemand E. Mendel pour traiter la maladie de Parkinson. Il est encore utilisé actuellement en ophtalmologie comme collyre mydriatique pour dilater les pupilles; son effet est beaucoup plus puissant que l'atropine. Le bois de cet arbre, très léger, est utilisé pour la sculpture.

## Divers
Les aborigènes d'Australie se servaient autrefois de cette plante pour empoisonner les pointes de flèches utilisées pour la chasse à l'émeu.